# 前検
前検（ぜんけん）とは、競艇、競輪、オートレースなどにおいて、開催初日の前日に行う検査である。
正確には前日検査の略称であるが、前検という言葉が一般的な用語として使われている。前検が行われる日の事を前検日と言う。

## それぞれの競技の前検

### 競艇
- レース開催日の前日の所定の時間までに選手は競艇場内で受付と物品検査を済ませなくてはいけない。〆切は昼間開催の場合は12:00（SG競走の場合は10:00）、ナイター開催の場合は16:00[1]。その後、身体検査、モーターとボートの抽選、レース場水面の試走、スタート練習などを行う。
- 遅刻すると、「前検日遅参」としてその節は全レースの出場が禁止されるだけでなく、日本モーターボート競走会の褒賞懲戒審議会に掛けられて出場停止および罰金処分の対象となる。
- 一度前検を終えた選手は、怪我の治療などで以後のレースを全部欠場した上で通院する必要が生じた場合や、レースが続行不可能になるなどの日程打切り/フライング等での即日帰郷処分などで管理解除されるか、開催最終日の決まった時刻（通常は6レース終了後、それ以降に出走予定のある選手は当該レース終了後）に管理解除されるまではレース場外への外出が一切不可能となる。

### 競輪
- 選手は開催前日の所定の時間までに競輪場入りし、身体検査、車体検査を行う。〆切は通常の昼間開催の場合13:30（ナイター/ミッドナイト開催等の場合は異なる）[2]。

### オートレース
- 選手は開催前日の所定の時間までにレース場入りし、身体検査、競走車検査を行う。〆切は原則として13:00[3]。専用の消音マフラーを使用するナイター競走（川口・山陽）・ミッドナイトオートレースの場合は、前検日に消音マフラーの抽選も併せて行われる（セア#消音機導入も参照）[4]。
- 2連続開催（日中及びナイター開催の最終日が、ミッドナイト前検日）では、1節目の開催に出場している選手がミッドナイトに出場する際、該当選手は1節目の開催後外出することができず、預けた通信機器を貰う事も出来ない[5]。

## 前検に関する出来事

### 競艇
選手責任ではないトラブルや体調不良による前検不合格、悪天候や天変地異などによる交通機関の乱れが原因の前検日遅参については、褒賞懲戒審議会の審議対象にはならないものの、公正面から全レースの出場が取り消しとされる場合もある（ただし交通機関の乱れなどによる選手責任外での前検日遅参の場合は、止むを得ない事情と判断され、翌日からのレースに出場が可能となる場合もある）。その一方で、競艇選手=ボートレーサーであることを証明する選手登録票（選手登録票=一般自動車の運転免許証に相当する物）を前検日の際に携帯していないなどで、受付時に選手登録票をレース場の受付担当者に呈示しなかった場合は、選手かどうかの証明ができないため、選手登録票不携帯との理由で選手責任による前検不合格となり、その節のレースも出場禁止とされ、褒賞懲戒審議会の審議対象となる。
また選手による酒類の持ち込みはいかなる場合でも禁止されているため（預けることも不可）、荷物の中に酒が紛れ込んでいたことが物品検査で見つかり前検不合格となるケースもある。
- 2007年2月20日、浜名湖競艇場でのダイヤモンドカップに出場予定だった吉川元浩の選手持ちプロペラが配送トラブルで前検日までに到着せず、競艇場で用意されたプロペラで前検スタート練習をしたが、他の選手との機力差が激しく、選手側と競走会との協議の結果、「公正なレースができない」と判断され、前検不合格により帰郷となった。なお、主な原因は配送トラブルであったことから、選手責任外の欠場とされ、褒賞懲戒審議会にも掛けられることはなく、吉川への処分はされなかった。
- 2007年3月15日、平和島競艇場での総理大臣杯（現ボートレースクラシック）に出場予定の今村豊が、前検の身体検査で不合格（尿管結石が悪化）になり欠場。
- 2016年12月25日、平和島競艇場でのクイーンズクライマックスシリーズ（賞金女王シリーズ戦）に出場予定の魚谷香織が、前検の身体検査で不合格（ノロウイルス性腸炎の疑い）になり欠場[6]。
- 2019年11月27日、平和島競艇場でのBBCトーナメントに出場予定の村松修二が、前検の物品検査で酒類持ち込みが見つかり不合格となり欠場[7]。

### 競輪
- 2013年12月5日、いわき平競輪場でのF1開催に出場予定の岩津裕介、神山拓弥ら6選手の自転車が配送トラブルで前検日までに到着せず、選手らが宅配業者に連絡を取っても、自転車の所在地を確認することができなかったため、15時に前検日の自転車検査不合格の扱いにより欠場となった[8]。
- KEIRINグランプリ2021では、新型コロナウイルス感染症の流行の影響を踏まえ、従来グランプリシリーズ（寺内大吉記念杯競輪）の前検日に全選手が競輪場入りしていたのを改め、グランプリ出場の9選手については1日遅れのシリーズ初日に前検を行う措置が取られた[9]。2022年以降も、前検日をずらす措置は継続して行われている。